# Krystyna Marczyk
Krystyna Marczyk, polska dziennikarka pracująca na Litwie, członek grupy inicjatywnej zakładającej Stowarzyszenie Społeczno-Kulturalne Polaków na Litwie w 1988 roku.
Krystyna Marczyk w latach 80. XX w. była dziennikarką polskojęzycznego dziennika „Czerwony Sztandar” wydawanego w ówczesnej Litewskiej SRR. W dniu 5 maja 1988, korzystają z bardziej liberalnego kursu przyjętego przez ówczesne władze ZSRR, razem z grupą 11 innych osób została współzałożycielem Stowarzyszenia Społeczno-Kulturalnego Polaków na Litwie (SSKPL). Po założeniu SSKPL na Litwie zaczęły powstawać kolejne, niezależne organizacje polskie. Krystyna Marczyk razem z warszawską dziennikarką Alicją Bastą założyły przy polskiej 9-letniej szkole w Suderwie Klub Przyjaciół Warszawy. 3 września 1988 Klub ten przekształcony został w koło SSKPL im. Emilii Plater. W przeciągu kilku następnych miesięcy stało się ono największą komórką Związku Polaków na Litwie w rejonie wileńskim, liczącą 700 członków.
W gorącym okresie lat 1988-1991 przeprowadziła wiele wywiadów z osobami zaangażowanymi w ówczesne działania społeczno-polityczne na Litwie. W późniejszym okresie zaczęła pracować w „Magazynie Wileńskim”, ostatecznie jednak zdecydowała się wyjechać na stałe do Polski.
Pracując w „Czerwonym Sztandarze” znacząco pomogła zadebiutować cenionej polskiej poetce z Wilna, Alicji Rybałko.
Oprócz licznych artykułów dziennikarskich przygotowała kilka książek oraz pracowała jako tłumacz z języka litewskiego.

## Publikacje
- Najpiękniejsze kościoły Wilna, wybór i oprac. Krystyna Marczyk, Wilno 1997 [Biblioteka „Magazynu Wileńskiego”]

- Mały leksykon wileńskiej Rossy, oprac. tekstu Krystyna Marczyk, Wilno 1998